# Escut de Saint Vincent i les Grenadines
L'escut de Saint Vincent i les Grenadines en la seva forma actual es va adoptar el 1979, arran de la independència de les illes, concedit per la reina Elisabet II, i és el mateix que es va aprovar oficialment el 29 de novembre del 1912 amb l'addició de la cimera amb la planta de cotó, el principal conreu del país.
El motiu central amb la representació mitològica de la Pau i la Justícia deriva dels primers escuts colonials de final del segle xix.
N'existeix també una versió ampliada en què l'escut i la cimera destaquen sobre una fulla d'arbre del pa.

## Blasonament
D'argent, un peu de sinople. Ressaltant sobre el tot dues dones vestides d'atzur a la romana, la de la destra sostenint una branca d'olivera de sinople i la de la sinistra sostenint un plat de les balances de la justícia i agenollada davant un altar d'or situat entre totes dues.
A sota, una cinta amb el lema nacional en llatí: PAX ET JUSTITIA ('Pau i justícia').
Com a cimera, un borlet d'atzur, or i sinople somat d'una planta de cotó de sinople fruitada d'argent.